# Richard Jany
Richard Jany (1954) è un ex sciatore alpino tedesco che gareggiò per la nazionale tedesca occidentale.

## Biografia
Jany, originario di Ruhpolding, vinse la medaglia d'argento nello slalom speciale agli Europei juniores di Madonna di Campiglio 1972; divenuto in seguito discesista puro, in Coppa del Mondo esordì il 22 dicembre 1973 a Schladming (24º), ottenne il miglior risultato il 21 marzo 1975 in Val Gardena (20º), l'ultimo piazzamento il 7 dicembre 1975 a Val-d'Isère (39º) e prese per l'ultima volta il via il 9 gennaio 1976 a Wengen, senza completare la gara. Non prese parte a rassegne olimpiche o iridate.

## Palmarès

### Europai juniores
- 1 medaglia[2]:
  - 1 argento (slalom speciale a Madonna di Campiglio 1972)